# Cintray (Eure-et-Loir)
Cintray település Franciaországban, Eure-et-Loir megyében. Lakosainak száma 470 fő (2022. január 1.). Cintray Saint-Aubin-des-Bois, Amilly, Saint-Georges-sur-Eure és Saint-Luperce községekkel határos.

## Népesség
A település népességének változása:
| Lakosok száma | 101  | 230  | 273  | 435  | 412  | 412  | 422  | 447  | 452  | 470  |
|               | 1968 | 1982 | 1990 | 2006 | 2013 | 2015 | 2017 | 2019 | 2020 | 2022 |